# We Are Marshall
We Are Marshall è un film del 2006 diretto da McG, basato sulla storia vera della Marshall Thundering Herd football, la squadra di football americano della Marshall University.
In Italia il film è stato trasmesso su Italia 1.

## Trama
La sera del 14 novembre 1970 un aereo DC-9 della Southern Airways precipita con a bordo gran parte della squadra di football americano della Marshall University. La cittadina di Huntington (West Virginia) rimane molto scossa per l'accaduto fino all'arrivo di un nuovo coach, Jack Lengyel, che con la sua caparbietà riuscirà a risollevare le sorti della squadra, inculcando la voglia di vivere e combattere ai pochi sopravvissuti, portando avanti con onore gli impegni della squadra.